# 老丘
老丘是中国夏朝中晚期的都城，其真实性有待于考古发现，一般认为其故址在今天的河南省开封市祥符区杜良乡国都里村一带。夏朝第七位君主杼将都城从“原”迁至老丘，到第十三位君主胤甲时才将都城迁至西河。春秋时期，老丘成为宋国的城邑，《左传·定公十五年》记载“郑罕达败宋师于老丘”。

## 相关传说和考古
在开封市的东北，有一个很不起眼的小村子，名字却叫“国都里”。据说这个地名一直被保留下来，历代立碑相传。据国都里村支部书记湛洪国回忆，新中国成立前小河南岸尚有个庞大的土丘，新中国成立后取土建房等把它挖掉了。据该村老人们回忆，他们祖辈都居住在这个地方，祖辈相传夏朝的时候有个帝王的二儿子在陈留吃了败仗，就带着人往北撤，撤到东辛庄一带稍作休整，然后又往北走到老丘这个地方停下来安营扎寨，就在这里定居下来，并把这个地方取名为国都里。这里古代是较高的山丘，后来由于黄河多次泛滥，地平面升高，使山丘高出地面部分也不太明显了，该村东北角一带尚高出地面三四米，而站在国都里和招讨营两村之间，依然可以看出这里的地势高于周围地面。正是由于地面高，曾有一次黄河发大水时，外村人纷纷跑到国都里村避难。1993年秋，市文物工作队开始在国都里村附近开展了广泛的考古调查工作，并对重点区域进行了勘探。然而，由于该区域属于黄泛区，淤沙沉积甚厚，故未能发现老丘遗址的踪迹。1998年春，该队在配合商开高速公路建设的文物勘探中，在位于国都里村北仅1.5公里刘京寨的北部，探明一处较大型的古文化遗址，部分探孔在距地表12米到13米的深度，出土有明显具有夏、商时期文化特征的残碎陶片。国内学术界多数人认为，今国都里村及其附近即应是夏都老丘所在地。